# Sueña conmigo 2
Sueña conmigo 2 è il secondo album pubblicato dall'etichetta EMI Music a marzo 2011, le canzoni sono cantate da Eiza González e da Brenda Asnicar e Vanesa Gabriela Leiro.

## Tracce
Le tracce sono 14:
1. Hagas lo que hagas - 3.34 - Brenda Asnicar
2. Dejame entrar - 3.46 - Eiza González
3. Mundo imperfecto - 3.23 - Eiza González
4. Chicas buenas - 3.19 - Eiza González
5. Como decirte que te quiero - 3.27 - Eiza González
6. Razones - 3.48 - Eiza González
7. Si pudiera - 3.10 - Vanesa Gabriela Leiro
8. Y Ahora - 3.47 - Eiza González
9. Yo Lo Vi Primero - 2.57 - Vanesa Gabriela Leiro e Eiza González
10. Es El Click - 3.05 - Eiza González
11. Amor Mío - 2.53 - Eiza González
12. Nada Que No Sepas - 3.35 - Vanesa Gabriela Leiro
13. Que me amas - 3.28 - Eiza González
14. Tu color - 3.45 - Eiza González